# هوسیک هوهانیسیان
هوسیک آرشاویری هوهانیسیان (ارمنی: Հուսիկ Արշավիրի Հովհաննիսյան؛ زادهٔ ۹ ژوئیهٔ ۱۹۵۱) یک سیاستمدار اهل ارمنستان است که از تاریخ ۱۹۹۵ تا تاریخ ۱۹۹۹ سمت نمایندگی دوره اول مجلس ملی جمهوری ارمنستان را برعهده داشت.

## زندگی‌نامه
در  ۹ ژوئیهٔ ۱۹۵۱ در مارتونی به دنیا آمد و از انستیتو دولتی فرهنگ سلامت و ورزش پرورش اندام ارمنستان فارغ‌التحصیل شد. 